# Olympische Sommerspiele 2000/Teilnehmer (Elfenbeinküste)
| Gelbes Symbol für Goldmedaillen mit stilisierten Olympischen Ringen | Graues Symbol für Silbermedaillen mit stilisierten Olympischen Ringen | Braundes Symbol für Bronzemedaillen mit stilisierten Olympischen Ringen |
| ------------------------------------------------------------------- | --------------------------------------------------------------------- | ----------------------------------------------------------------------- |
| —                                                                   | —                                                                     | —                                                                       |

Die Elfenbeinküste nahm an den Olympischen Sommerspielen 2000 in der australischen Metropole Sydney mit neun Athleten, fünf Männer und vier Frauen teil.
Seit 1964 war es die neunte Teilnahme der Elfenbeinküste an Olympischen Sommerspielen.

## Flaggenträger
Der Leichtathlet Ibrahim Méité trug die Flagge der Elfenbeinküste während der Eröffnungsfeier im Stadium Australia.

## Teilnehmer nach Sportarten

### Leichtathletik
Männer
- Ibrahim Méité
100 m: 10,24 s in der ersten Runde; 10,40 s in der zweiten Runde, nicht für die nächste Runde qualifiziert
- Ahmed Yves Douhou
200 m: 20,98 s, nicht für die nächste Runde qualifiziert
- Ahmed Yves Douhou, Ibrahim Méité, Éric Pacôme N'Dri, Yves Sonan
4 × 100 m Staffel: 39,06 s in der ersten Runde; 38,82 s in der zweiten Runde, nicht für die nächste Runde qualifiziert

Frauen
- Louise Ayétotché
100 m: 11,52 s, nicht für die nächste Runde qualifiziert
200 m: 22,85 s in der ersten Runde; 22,86 s in der zweiten Runde; 22,76 s im Halbfinale, nicht für das Finale qualifiziert
- Affoue Allou, Louise Ayétotché, Mary Gnahore, Makaridja Sanganoko
4 × 100 m Staffel: 44,34 s im Vorlauf, nicht für die nächste Runde qualifiziert

### Schwimmen
Männer
- Gregory Arkhurst
100 m Freistil: 53,55 s, nicht für die nächste Runde qualifiziert